# カイル・バラクロー
- カイル・バラックロウ
- カイル・ベアクロー
- カイル・ベアークロウ

カイル・デビッド・バラクロー（Kyle David Barraclough, 1990年5月23日 - ）は、アメリカ合衆国カリフォルニア州サンタクララ郡サンタクララ出身のプロ野球選手（投手）。右投右打。愛称はベアー。
発音表記はベアクロウ(bear-claw)となっている。

## 経歴

### プロ入り前
2011年のMLBドラフト40巡目（全体1228位）でミネソタ・ツインズから指名されたが、この時は契約しなかった。

### プロ入りとカージナルス傘下時代
2012年のMLBドラフト7巡目（全体240位）でセントルイス・カージナルスから指名され、プロ入り。契約後、傘下のA-級バタビア・マックドッグスでプロデビュー。A級クァッドシティーズ・リバーバンディッツでもプレーし、2球団合計で15試合に登板して0勝3敗2セーブ、防御率3.06、33奪三振を記録した。
2013年はルーキー級ガルフ・コーストリーグ・カージナルスで3試合の登板にとどまった（0勝1敗、防御率13.50）。
2014年はA級ピオリア・チーフスとA+級パームビーチ・カージナルスでプレーし、2球団合計で48試合に登板して2勝2敗11セーブ、防御率2.47、78奪三振を記録した。
2015年は開幕をA+級パームビーチで迎え、5月にAA級スプリングフィールド・カージナルスへ昇格した。

### マーリンズ時代

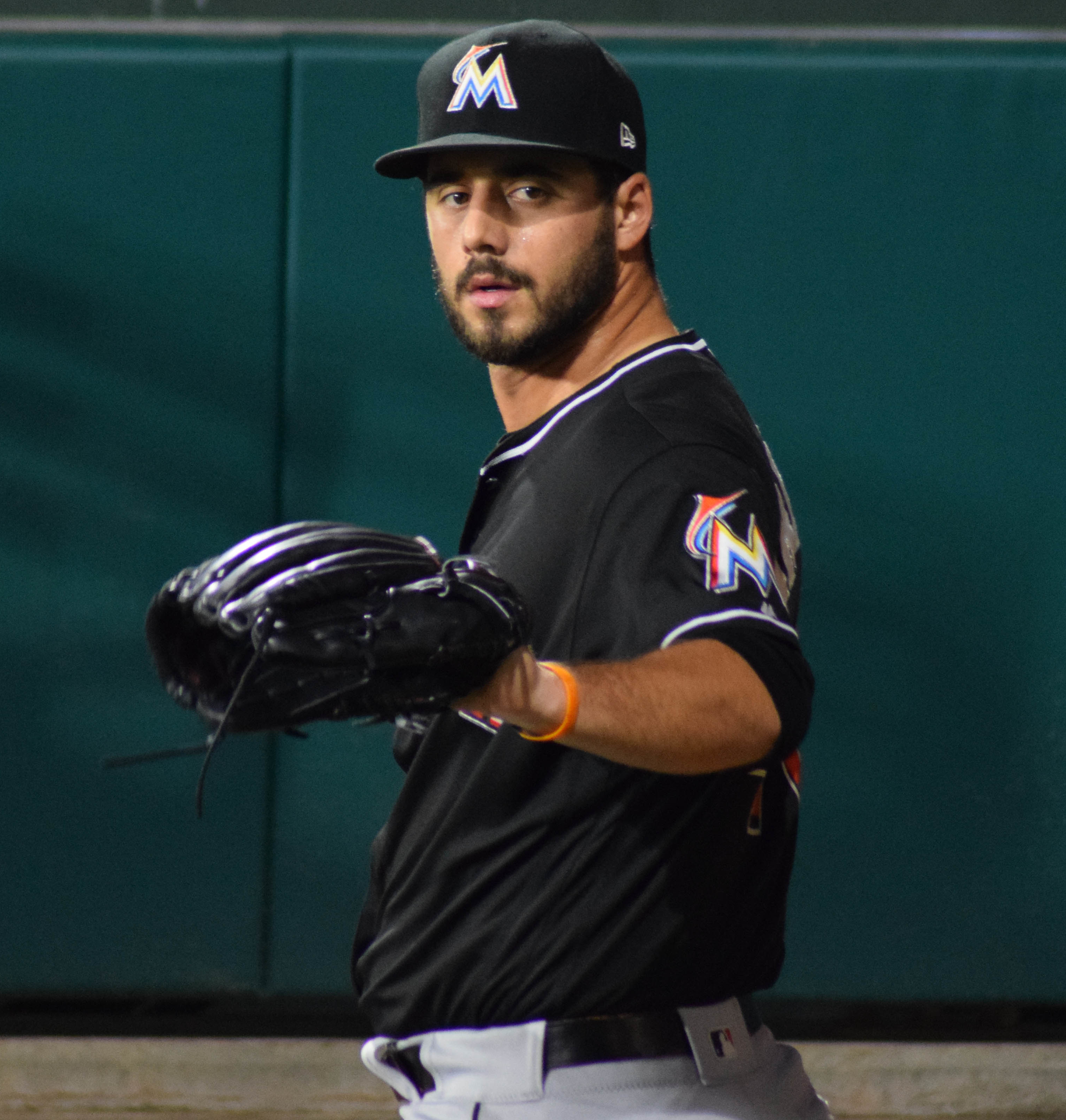
マイアミ・マーリンズ時代
(2018年9月15日)

2015年7月24日にスティーブ・シシェックとのトレードで、マイアミ・マーリンズへ移籍した。傘下のAA級ジャクソンビル・サンズで4試合に登板後、8月7日にメジャー契約を結んでアクティブ・ロースター入りした。同日のアトランタ・ブレーブス戦でメジャーデビュー。この年メジャーでは25試合に登板して2勝1敗、防御率2.59、30奪三振を記録した。
2016年はリリーフ陣の中心格としてフル回転し、ナショナルリーグ8位タイとなる75試合に登板。6勝3敗、防御率2.85、WHIP1.23という好成績を残し、起用の期待に応えた。持ち前の奪三振能力では、72.2イニングで113奪三振、奪三振率14.0という圧倒的な能力を示したが、制球面では44四球、与四球率5.4と荒れ気味だった。

### ナショナルズ時代
2018年レギュラーシーズン終了後の10月10日、インターナショナル・ボーナス・プール（海外選手契約金枠）とのトレードで、ワシントン・ナショナルズへ移籍した。
2019年8月6日にDFAとなった。

### ジャイアンツ時代
2019年8月9日にウェイバー公示を経てサンフランシスコ・ジャイアンツへ移籍した。傘下のAAA級サクラメント・リバーキャッツで1試合に登板も1死も取れず、8月15日にDFAとなり、16日にマイナー契約となった（そのままAAA級サクラメントに配属）。9月2日にメジャー契約を結んでアクティブ・ロースター入りした。レギュラーシーズン終了後の10月30日に再びDFAとなり、11月1日にマイナー契約でAAA級サクラメントへ配属され、同日中にFAとなった。

### パドレス傘下時代
2019年12月17日にサンディエゴ・パドレスとマイナー契約を結び、2020年のスプリングトレーニングに招待選手として参加することになった。
2020年はメジャーでの登板機会はなく、7月14日にFAとなった。

### ヤンキース傘下時代
2021年2月2日にニューヨーク・ヤンキースとマイナー契約を結んでスプリングトレーニングに招待選手として参加することになったと報じられ、5日に正式公示された。シーズンでは5月のマイナーリーグ開幕から傘下のAAA級スクラントン・ウィルクスバリ・レイルライダースでプレーし、11試合に登板して4勝0敗、防御率3.21、24奪三振を記録した。6月18日に自由契約となった。

### ツインズ時代
2021年6月20日にミネソタ・ツインズとマイナー契約を結び、傘下のAAA級セントポール・セインツへ配属された。8月19日にメジャー契約を結んでアクティブ・ロースター入りした。レギュラーシーズン終了後の10月7日にマイナー契約でAAA級セントポールへ配属され、14日にFAとなった。

### エンゼルス時代
2022年1月13日にロサンゼルス・エンゼルスとマイナー契約を結んだ。5月7日にメジャー契約を結びアクティブ・ロースター入りした。8試合に中継ぎ登板後の5月30日にマイナーに降格し、6月30日には40人枠から外れマイナー契約となった。オフの10月14日にFAとなった。

### 独立リーグ時代
2023年5月13日にアトランティックリーグのハイポイント・ロッカーズと契約した。7試合（18イニング）に登板し、1勝1セーブ、防御率1.00、17奪三振という成績を挙げた。

### レッドソックス時代
2023年6月19日にボストン・レッドソックスとマイナー契約を結んだ。傘下AAA級ウースター・レッドソックスでは7勝0敗で防御率2.57という成績を収め、8月9日にメジャー昇格を果たした。10月10日にFAとなった。

### レッドソックス退団後
2024年4月24日にアトランティック・リーグのハイポイント・ロッカーズに復帰した。
2024年5月6日にテキサス・レンジャーズとマイナー契約を結んだ。11月4日にFAとなった。
2025年4月16日にアトランティック・リーグのハイポイント・ロッカーズに復帰した。
2025年6月20日にメキシカン・リーグのオアハカ・ウォーリアーズに移籍した。

## 投球スタイル
最速球速98.6mph（約159km/h）、平均96mph（約154km/h）のフォーシームと、平均83mph（約134km/h）のスライダーの2球種を主に使用し、左打者に対しては平均89mph（約143km/h）のチェンジアップも使用する。スライダーとチェンジアップのレベルは並だが、速球が威力満点なため、奪三振能力が高い。奪三振率が通算13.3と高い反面、与四球率は通算5.8と制球が不安定となっている。

## 詳細情報

### 年度別投手成績
| 年 度    | 球 団    | 登 板 | 先 発 | 完 投 | 完 封 | 無 四 球 | 勝 利 | 敗 戦 | セ 丨 ブ | ホ 丨 ル ド | 勝 率 | 打 者 | 投 球 回 | 被 安 打 | 被 本 塁 打 | 与 四 球 | 敬 遠 | 与 死 球 | 奪 三 振 | 暴 投 | ボ 丨 ク | 失 点 | 自 責 点 | 防 御 率 | W H I P |
| -------- | -------- | ----- | ----- | ----- | ----- | -------- | ----- | ----- | -------- | ----------- | ----- | ----- | -------- | -------- | ----------- | -------- | ----- | -------- | -------- | ----- | -------- | ----- | -------- | -------- | ------- |
| 2015     | MIA      | 25    | 0     | 0     | 0     | 0        | 2     | 1     | 0        | 6           | .667  | 98    | 24.1     | 12       | 1           | 18       | 2     | 0        | 30       | 1     | 0        | 8     | 7        | 2.59     | 1.23    |
| 2016     | MIA      | 75    | 0     | 0     | 0     | 0        | 6     | 3     | 0        | 29          | .667  | 306   | 72.2     | 45       | 1           | 44       | 1     | 2        | 113      | 8     | 0        | 24    | 23       | 2.85     | 1.23    |
| 2017     | MIA      | 66    | 0     | 0     | 0     | 0        | 6     | 2     | 1        | 22          | .750  | 286   | 66.0     | 53       | 5           | 38       | 3     | 2        | 76       | 6     | 1        | 25    | 22       | 3.00     | 1.38    |
| 2018     | MIA      | 61    | 0     | 0     | 0     | 0        | 1     | 6     | 10       | 10          | .143  | 245   | 55.2     | 40       | 8           | 34       | 3     | 5        | 60       | 4     | 0        | 27    | 26       | 4.20     | 1.33    |
| 2019     | WSH      | 33    | 0     | 0     | 0     | 0        | 1     | 2     | 0        | 8           | .333  | 124   | 25.2     | 33       | 8           | 12       | 2     | 2        | 30       | 2     | 1        | 21    | 19       | 6.66     | 1.75    |
| 2019     | SF       | 10    | 0     | 0     | 0     | 0        | 0     | 0     | 0        | 0           | ----  | 40    | 8.0      | 5        | 1           | 9        | 0     | 0        | 10       | 1     | 0        | 3     | 2        | 2.25     | 1.75    |
| '19計    | SF       | 43    | 0     | 0     | 0     | 0        | 1     | 2     | 0        | 8           | .333  | 164   | 33.2     | 38       | 9           | 21       | 2     | 2        | 40       | 3     | 1        | 24    | 21       | 5.61     | 1.75    |
| 2021     | MIN      | 10    | 0     | 0     | 0     | 0        | 2     | 0     | 0        | 1           | 1.000 | 60    | 13.0     | 12       | 4           | 8        | 0     | 2        | 18       | 0     | 0        | 8     | 8        | 5.54     | 1.54    |
| 2022     | LAA      | 8     | 0     | 0     | 0     | 0        | 0     | 1     | 0        | 2           | .000  | 37    | 9.0      | 7        | 0           | 4        | 0     | 0        | 9        | 2     | 0        | 3     | 3        | 3.00     | 1.22    |
| 2023     | BOS      | 3     | 0     | 0     | 0     | 0        | 1     | 1     | 0        | 0           | .500  | 46    | 7.2      | 14       | 3           | 6        | 0     | 4        | 4        | 0     | 0        | 11    | 11       | 12.91    | 2.61    |
| MLB：8年 | MLB：8年 | 291   | 0     | 0     | 0     | 0        | 19    | 16    | 11       | 78          | .543  | 1242  | 282.0    | 221      | 31          | 173      | 11    | 17       | 350      | 24    | 2        | 130   | 121      | 3.86     | 1.40    |

- 2023年度シーズン終了時

### 年度別守備成績
| 年 度 | 球 団 | 投手（P） | 投手（P） | 投手（P） | 投手（P） | 投手（P） | 投手（P） |
| 年 度 | 球 団 | 試 合     | 刺 殺     | 補 殺     | 失 策     | 併 殺     | 守 備 率  |
| ----- | ----- | --------- | --------- | --------- | --------- | --------- | --------- |
| 2015  | MIA   | 25        | 1         | 2         | 1         | 0         | .750      |
| 2016  | MIA   | 75        | 1         | 8         | 1         | 1         | .900      |
| 2017  | MIA   | 66        | 4         | 6         | 0         | 0         | 1.000     |
| 2018  | MIA   | 61        | 8         | 6         | 0         | 0         | 1.000     |
| 2019  | WSH   | 33        | 2         | 2         | 1         | 0         | .800      |
| 2019  | SF    | 10        | 1         | 2         | 1         | 0         | .750      |
| '19計 | SF    | 43        | 3         | 4         | 2         | 0         | .778      |
| 2021  | MIN   | 10        | 3         | 0         | 0         | 0         | 1.000     |
| 2022  | LAA   | 8         | 1         | 1         | 0         | 0         | 1.000     |
| 2023  | BOS   | 3         | 0         | 0         | 0         | 0         |           |
| MLB   | MLB   | 291       | 21        | 27        | 4         | 1         | .923      |

- 2023年度シーズン終了時

### 背番号
- 46（2015年 - 2018年）
- 20（2019年 - 同年8月5日）
- 45（2019年9月2日 - 同年終了、2021年）
- 49（2022年）
- 44（2023年 - ）